# ترياليتي
ترياليتي (بالجورجية: თრიალეთი) هي منطقة جبلية في وسط جورجيا. في الجورجية، اسمها يعني «مكان التَّرحل».